# Ђого (Бергамо)
Ђого је насеље у Италији у округу Бергамо, региону Ломбардија.
Према процени из 2011. у насељу је живело 51 становника. Насеље се налази на надморској висини од 465 m.